# Кодряны (Окницкий район)
Кодряны (рум. Codreni, Кодрень) — село в Окницком районе Молдавии. Наряду с селом Вэлчинец входит в состав коммуны Вэлчинец.

## География
Село расположено на высоте 133 метра над уровнем моря.

## Население
По данным переписи населения 2004 года, в селе Кодрень проживает 964 человека (452 мужчины, 512 женщин).
Этнический состав села:
| Национальность | Число жителей | Процентный состав |
| -------------- | ------------- | ----------------- |
| украинцы       | 902           | 93,57             |
| молдаване      | 48            | 4,98              |
| русские        | 11            | 1,14              |
| румыны         | 1             | 0,1               |
| прочие         | 2             | 0,21              |
| Всего          | 964           | 100 %             |